# Ахмедова, Фирангиз Юсиф кызы
Фирангиз Юсиф кызы Ахмедова (азерб. Firəngiz Yusif qızı Əhmədova; 1928, Баку — 2011, Баку, Азербайджан) — советская и азербайджанская камерная, оперная певица (лирико-драматическое сопрано), педагог. Народная артистка СССР (1967). В партнёрах на сцене, в оперных постановках, был также Лютфияр Иманов ( лирико- -драматический тенор)- народный артист СССР.

## Биография
Окончила Бакинское музыкальное училище имени Асафа Зейналлы, в 1955 году — Азербайджанскую консерваторию (класс М. Т. Колотовой).
В 1946—1951 годах — солистка хора Азербайджанского радио.
В 1951—1988 годах — солистка Азербайджанского театра оперы и балета им. М. Ф. Ахундова
Партнерами по сцене были народные артисты СССР Бюльбюль и Муслим Магомаев.
Исполнительница различных камерных произведений и русских романсов (П. Чайковского, С. Рахманинова, С. Танеева), песен («Сянсиз» У. Гаджибекова, «Моя страна» А. Зейналлы, «Арзу» Ниязи) и др.
Гастролировала по городам СССР и за рубежом (Прага, Братислава, Варшава, София, Бухарест, Берлин).
В 1989—1997 годах вела в театре мастер-классы.
Депутат Совета Национальностей Верховного Совета СССР 4-го созыва от Нахичеванской АССР и Верховного Совета Азербайджанской ССР 5-го созыва. Член КПСС с 1963 года.
Персональный стипендиат Президента Азербайджанской Республики (2002).
Похоронена на Аллее почетного захоронения.

## Награды и звания
- Заслуженная артистка Азербайджанской ССР (1957)
- Народная артистка Азербайджанской ССР (1964)
- Народная артистка СССР (1967)
- Орден Ленина (1959)
- Орден «Слава» (1998, Азербайджан)
- Золотая медаль «Театральный деятель»[азерб.] (2009, Союз театральных деятелей Азербайджана)

## Партии
- «Аршин мал алан» У. Гаджибекова — Гюльчохра
- «Кёроглы» У. Гаджибекова — Нигяр
- «Шах Исмаил» М. Магомаева — Гюльзар
- «Наргиз» М. Магомаева — Наргиз
- «Севиль» Ф. Амирова — Севиль
- «Азад» Дж. Джахангирова — Сария
- «Багатур и Сона» С. Алескерова — Сона
- «Даиси» З. Палиашвили — Маро
- «Тоска» Дж. Пуччини — Тоска
- «Аида» Дж. Верди — Аида
- «Мадам Баттерфляй» Дж. Пуччини — Чио-Чио-сан
- «Евгений Онегин» П. Чайковского — Татьяна.

## Фильмография
- 1956 — «Не та, так эта» (вокал)
- 1961 — Концерт (вокал)
- 1970 — «Севиль» (вокал)
- 2003 — «Фирангиз Ахмедова»
- 2010 — «Любовь без слов» (Узбекистан).